# Masashi Kishimoto
Masashi Kishimoto (岸本 斉史, Kishimoto Masashi, Katsuta, 8 de novembro de 1974) é um mangaká japonês. Entre seus maiores trabalhos está o mangá Naruto. Também é criador de Karakuri, que recebeu o Hop Step Award, o que fez com que os editores dessem continuidade aos seus trabalhos com mangás. De maio de 2016 a outubro de 2020, ele supervisionou o mangá Boruto, escrito por Ukyo Kodachi e ilustrado por Mikio Ikemoto. Em novembro de 2020, ele assumiu o cargo de escritor do mangá, substituindo Kodachi.
Leitor de mangá desde muito jovem, Kishimoto mostrou o desejo de escrever seu próprio mangá, citando os autores Akira Toriyama e Katsuhiro Otomo como suas principais inspirações. Como resultado, Kishimoto passou vários anos trabalhando para escrever seu próprio mangá shōnen para a revista Weekly Shōnen Jump, da qual ele era um fã.

## Biografia
Amante de lámen, Kishimoto começou a desenhar consideravelmente muito jovem, afinal desde muito novo seu maior sonho sempre foi ser um mangaká. Nasceu no distrito de Katsuta na província de Okayama. Tem um irmão gêmeo, Seishi Kishimoto criador de 666 Satan. Em 2003, Kishimoto casou, mas devido a estar ocupado nunca foi em uma lua de mel com sua esposa até 2015. O casal tem um filho. O pai de Kishimoto morreu no início de 2014, o capítulo 668 de Naruto é dedicado em sua memória.
Durante seus últimos anos de escola, Kishimoto passou um tempo desenhando mangá e foi para uma faculdade de arte com a esperança de que ele iria se tornar um artista de mangá. Ao entrar na faculdade, Kishimoto decidiu que deveria tentar criar um mangá Chanbara, já que a Weekly Shonen Jump ainda não tinha publicado um título desse gênero. No entanto, durante os mesmos anos, Kishimoto começou a ler Hiroaki Samura, Blade of the Immortal e Nobuhiro Watsuki de Rurouni Kenshin que usou tal gênero. Kishimoto lembra de nunca ter sido surpreendido pelo mangá desde a leitura de Akira e descobriu que ele ainda não foi capaz de competir contra eles. Em seu segundo ano de faculdade, Kishimoto começou a desenhar mangá para concursos de revistas. No entanto, ele observou que suas obras eram semelhantes aos seinen, voltado para um público adulto, em vez do mangá shōnen, que é lido por crianças e adolescentes. Desejando escrever uma mangá de Shonen Jump que tem como alvo um público jovem, Kishimoto encontrou seu estilo, porém este inadequado para a revista. Ao assistir à série anime Hashire Melos!, Kishimoto foi surpreendido pelos desenhos de personagens empregados pelos animadores e ele começou a pesquisar obras de animadores. Mais tarde, ele se reuniu com Tetsuya Nishio, designer da adaptação do anime do mangá Ninku que ele considerou como uma grande influência. Agora, emulando a forma de desenhar a partir de vários designers de personagem de anime, Kishimoto observou que seu estilo começou a se assemelhar à série shōnen.

### 1998:Karakurie Hop Step Award
Kishimoto começou muito jovem desenhando e escrevendo história em quadrinhos. Seus passatempos eram brincar com seus amigos e companheiros de trabalho dos super-heróis que via na TV. Quando criança seus animês preferidos eram Mobile Suit Gundam, Dr. Slump Kinnikuman, Akira, Doraemon e Fist of the North Star. Animês estes que teriam grande influência em sua carreira nos próximos anos. Na época da escola, pequeno, seu apelido era "Maabo". Masashi era fixado na série Doraemon. Todos os seus amigos dessa época também curtiam essa série, e todos tiraram referências para desenhar dos personagens desse série de desenhos que foi muito famosa no Japão. Kishimoto sempre foi perfeccionista, indicando erros óbvios em desenhos de outras pessoas e mostrando a melhor maneira de desenhá-los. "Agora que eu estou lembrando isso, vejo como eu era uma criança irritante", diz Kishimoto.
Seu maior sonho de infância era ser um grande mangáka, em que superava vários desafios praticando e treinando bastante para desenhar bem, e assim, aos 14 anos de idade, Kishimoto desenhou Naruto pela primeira vez em sua vida, ele gostou do personagem, mas era muito diferente como o de hoje, ele usava óculos e tinha botas grandes, olhos pequenos e nariz pontudo. Após ter criado seu grande personagem, ele buscou desenhar mais personagens, e assim nasceu Sakura, Sasuke e etc... mas mesmo assim, eles ficaram guardados no armário um bom tempo e não foram usados.
Sua vida na adolescência era desenhar, ele gostava de desenhar mas não encontrava o verdadeiro significado da palavra "mangá", então começou a procurar inspirações como Yoshihiro Togashi, Akira Toriyama e Fujiko F. Fujio, então saiu Karakuri o mangá ficou famoso, e até conseguiu ganhar o prêmio Hop Step Award, Kishimoto se aliou aos editores, e estava pensando em seu novo trabalho. Mas nada vinha em sua cabeça, então entrou em depressão e passou por momentos difíceis. Então num dia achou os personagens, Naruto Uzumaki, Sasuke Uchiha e Sakura Haruno que tinha desenhado há alguns anos. Ele melhorou os desenhos e começou a escrever vários roteiros e a história, levou aos editores e então saiu Naruto.

### 1999:Narutoé um sucesso mundial
Os editores gostaram de Naruto e o mangá foi serializado na Weekly Shōnen Jump, se tornando sucesso mundial vendendo milhões de cópias em questão de semanas. Ele se tornou um dos maiores mangakás da história. Naruto ganhou adaptação para anime em 2002 e em 2007 veio uma nova fase para o anime intitulada "Naruto shippuden" (na tradução para português Naruto cronicas do furacão) sendo que o mangá manteve o titulo original.

## Trabalhos
Mangás
- Karakuri (からくり) (Abril de 1998 - Maio 1998), serializado na Weekly Shonen Jump.
- Naruto (ナルト) (Novembro 1999- 06 Novembro 2014), publicado na central mangá Weekly Shonen Jump.
- Samurai 8 (Maio de 2019 - Março de 2020),  publicado semanalmente na central mangá Weekly Shonen Jump.
- Boruto: Naruto Next Generations- supervisor editorial, escritor (9 de maio de 2016 - em andamento; serializado em  Weekly Shōnen Jump  e  V Jump , estreou em  Weekly Shōnen Jump  2016 No. 23)

One-shot
- Bench (ベンチ) (Outubro 2010), publicado pela Weekly Shonen Jump.
- Mario (Maio de 2013), publicado na 6ª Edição da Jump SQ.

Light-Novel
Kishimoto co-escreveu numerosas "light-novels" após o término do lançamento do mangá Naruto, das quais, já foram lançadas no Brasil:
- Naruto: The Last[8]
- A História Secreta de Kakashi - O Relâmpago Sob o Céu Gélido[9]
- A História Secreta de Shikamaru - A Nuvem Que Paira No Silência da Escuridão[10]
- A História Secreta de Sakura - Contemplações de Amor na Brisa de Primavera[11]

É válido ressaltar que, nem todas as obras desse gênero foram lançadas pelo autor após ao término da saga principal, como é o caso de Naruto Jinraiden: O Dia Que O Lobo Uivou, em tradução livre do subtítulo.

## Outros
- Tekken 6 (2009, design de personagem convidado, Lars Alexandersson).
- UZUMAKI MASASHI KISHIMOTO[13]
- Primeiro Data Book Oficial (秘伝·臨の書キャラクターオフィシャルデータ BOOK, Hiden: Rin no Sho Character Official Data Book)[14]
- Official Fan Book (秘伝·兵の書オフォシャルファンBOOK, Hiden: Hyō no Sho Official Fan Book)[15]
- Segundo Data Book Oficial  (秘伝·闘の書キャラクターオフィシャルデータBOOK, Hiden: Tō no Sho Character Official Data Book)[16]
- Terceiro Data Book Oficial  (秘伝·者の書キャラクターオフィシャルデータBOOK, Hiden: Sha no Sho Character Official Data Book)[17]
- PAINT JUMP: Art of Naruto[18]